# Gonzalo Antonio Serrano
Gonzalo Antonio Serrano (Córdoba, 5 de noviembre de 1670- 2 de febrero de 1761) fue un médico, matemático y astrónomo del siglo XVIII nacido en el cordobés barrio de San Lorenzo (Córdoba, España). Estudioso de los eclipses, publicó un libro llamado las Tablas Filípicas, católicas o generales de los movimientos eclipses. Para el estudio de estos eclipses utilizó en ocasiones la Torre de la Malmuerta.
Como médico se destacó por su empeño en recopilar la medicina andalusí. Escribió otras obras de divulgación científica como Apología Pacífica Medio Práctica y rayos luminosos de Apolo y Teatro Supremo de Minerva.